# 李晓恩
李晓恩（1957年—），河北安国人，汉族，中华人民共和国政治人物、第十一届全国人民代表大会河北地区代表。
毕业于河北科技大学经济管理专业，担任药都制药集团董事长。2008年起担任全国人大代表。